# بنك الجمهورية (كولومبيا)

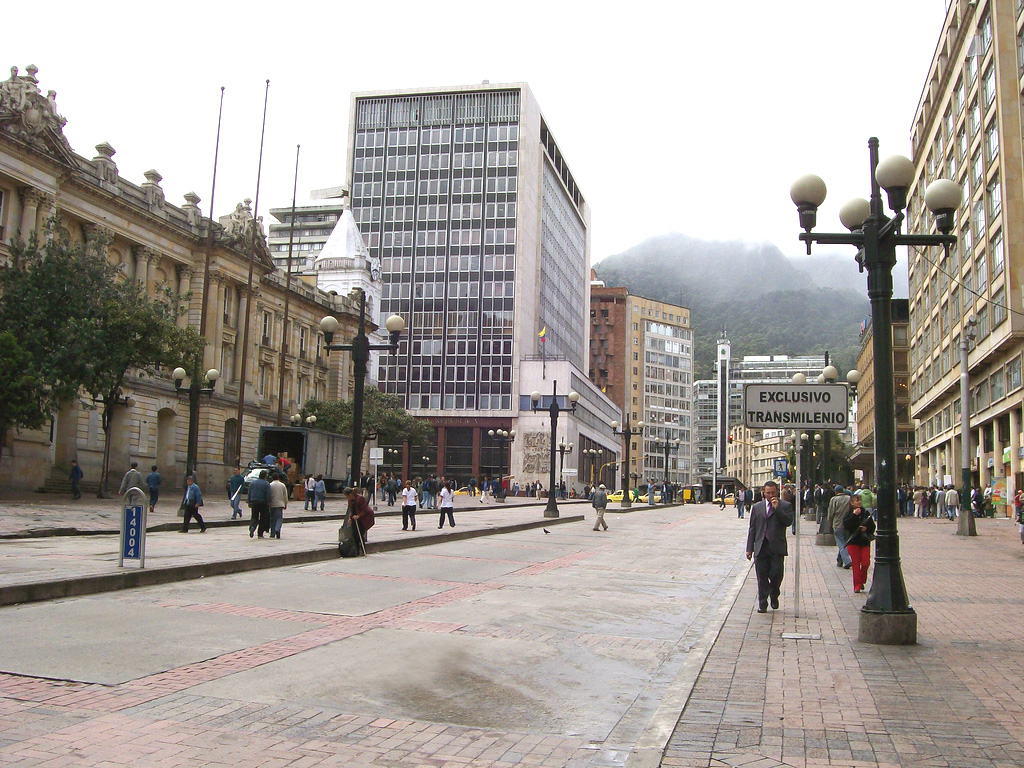
بانكو دي لا ريبوبليكا في بوجوتا في شارع جيمينيز

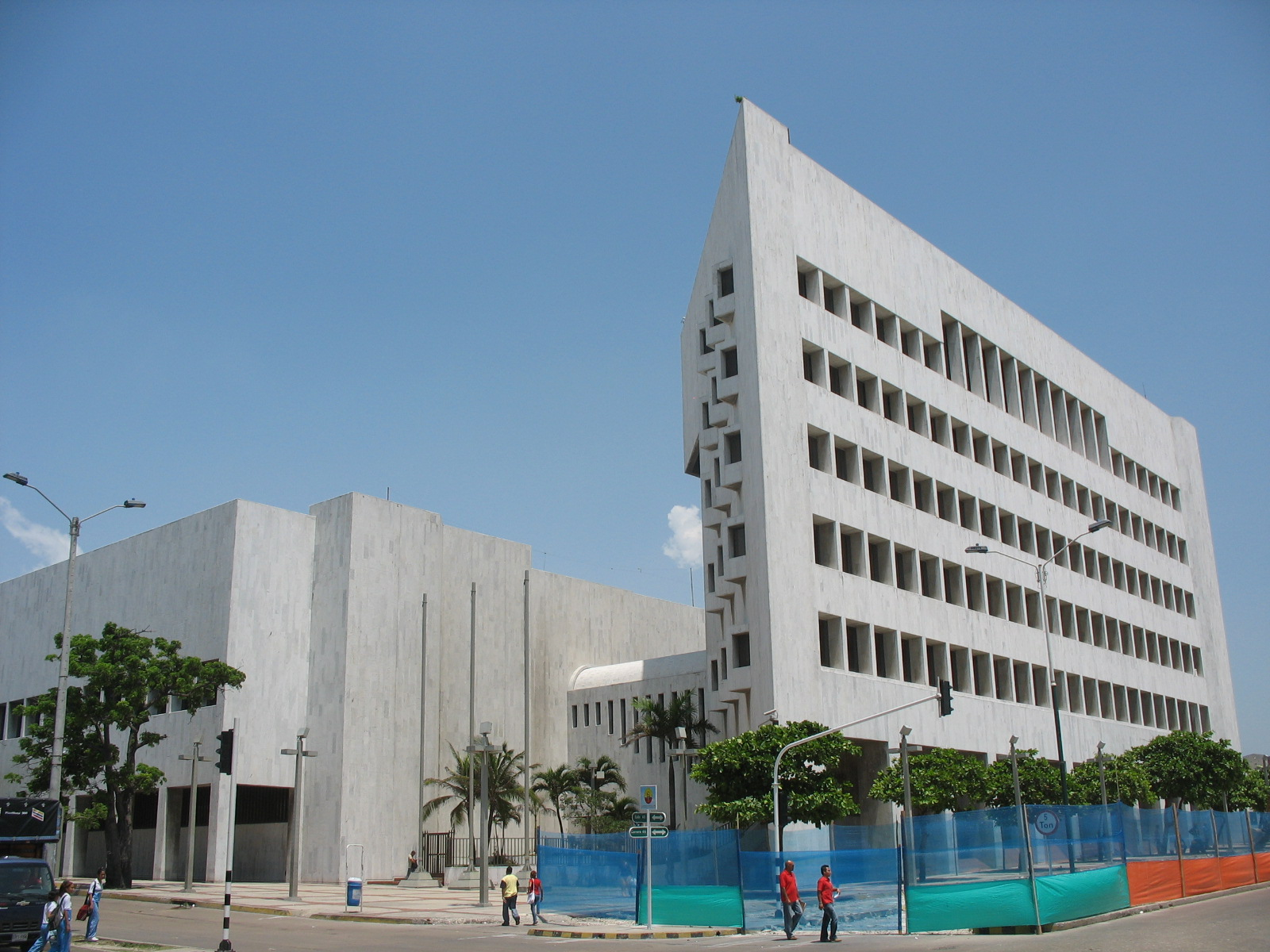
بانكو دي لا ريبوبليكا في بارانكويلا.

بنك الجمهورية (بالإسبانية: Banco de la República)‏ هو البنك المركزي لكولومبيا . وفيما يلي تفصيل مهامها الرئيسية التي الكونغرس وفقا ل لي31 دي 1992 . واحد منهم هو إصدار العملة الكولومبية، البيزو . ينشط البنك أيضًا في الترويج لسياسة الإدماج المالي وهو عضو قيادي في التحالف من أجل التضمين المالي .

## روابط خارجية
- Banco de la Rep lablica الموقع الرسمي